# Ricercar
Ricercar (od wł. ricercare = szukać) – forma muzyczna rozwinięta w XVI i XVII wieku, komponowanie na instrumenty solowe lub zespoły instrumentów, a we wczesnym okresie także do wykonania wokalnego. Nazwą tą określa się dwa typy utworów: imitacyjne i swobodne.
Ricercar imitacyjny wyewoluował z motetu przeimitowanego. W jego rozwoju najpierw dążono do ograniczenia liczby tematów (J. Buus), a następnie wprowadzono skomplikowane środki techniczne takie jak augmentacja i dyminucja, zbliżając się tym samym do formy fugi. W połowie XVI wieku G. Cavazzoni zaczął komponować ricercary na organy, a jego kontynuatorami byli G. Gabrieli (stworzył ricercar jednotematowy) i G. Frescobaldi (zastosował kontrapunkty stałe).
Ricercar swobodny powstał na pocz. XVI w. i wywodzi się z muzyki lutniowej w formie bliskiej preludiom. Z biegiem czasu forma ta zbliżała się do ricercaru imitacyjnego, ale cały czas nawiązywała do formy preludium, rozwijając technikę figuracyjną, która zaowocowała powstaniem toccaty. Twórcami ricercarów swobodnych byli m.in. S. Gintzler, V. Bakfark i V. Galilei.
Sześciogłosowy ricercar jest częścią Musikalisches Opfer J.S. Bacha.